# Aubry c. Éditions Vice-Versa
Pour les articles homonymes, voir Aubry.
Jugement complet
texte intégral sur csc.lexum.org
Aubry c. Éditions Vice-Versa inc. est une décision de la Cour suprême du Canada dans laquelle celle-ci accorde des dommages et intérêts à Pascale Claude Aubry en raison de la publication d'une photographie d'elle-même dans une revue sans qu'elle ne l'ait autorisé.
En 1988, Gilbert Duclos prend une photographie de Pascale Claude Aubry, sans lui demander l'autorisation, alors qu'elle est assise sur un escalier extérieur sur la rue Sainte-Catherine à Montréal. Aubry découvre au mois de juin de la même année qu'une photographie d'elle-même est publié dans le magazine Vice Versa. Duclos avait cédé gratuitement les droits de l'image au magazine. Le magazine a été publié à 722 exemplaires.
Aubry décide donc de poursuivre en responsabilité civile Duclos et Les Éditions Vice-Versa inc. pour avoir une compensation pour le préjudice qu'elle a subi. Âgée alors de 17 ans, elle dit avoir été l'objet de raillerie de la part de ses amis à la suite de la publication de la photographie.

## Décision
La Cour suprême donne raison à Aubry et accepte la décision de la Cour supérieure qui ordonnait aux Éditions Vice-Versa inc. de verser 2 000 $ à Aubry. La Cour accepte donc le principe que le photographe doit obtenir l'accord de la personne photographiée s'il veut publier sa photo.
La Cour apporte évidemment des tempéraments à ce principe. Une personne dont la photo serait prise lors d'un évènement d'intérêt public, c’est-à-dire une personne se retrouvant momentanément sous les feux de la rampe, ne pourrait revendiquer son droit à l'image. De la même façon, une personne jusqu'alors inconnue se retrouvant impliquée dans une affaire du domaine public (un procès important, un évènement économique majeur, etc.) ne saurait se prévaloir de son droit à l'image. Enfin, pour toute personne figurant de façon accessoire sur une photo (pensons à une photo d'un monument ou d'un paysage), la Cour dit que la personne fera partie du décor et ne verra pas son droit violé.

## Effets de la décision
Les regroupements de photographes et photojournalistes ont fait état d'un potentiel « effet de refroidissement » sur la pratique artistique et journalistique de la photographie à cause de cette nouvelle exigence. Nombreux sont ceux qui se sont plaint qu'une telle décision aurait pour conséquence d'enlever toute spontanéité à l'art photographique et empêcherait les photographes de croquer des sujets sur le vif. À cela, certains ont pu dire que rien n'empêchait un photographe de prendre des photos et tenter d'obtenir le consentement du sujet a posteriori. De plus, pour l'artiste, la mince possibilité que le sujet découvre que son image a été publiée l'emporte sur le coût d'une potentielle poursuite.
Paradoxalement, la photo publiée qui a porté préjudice à la personne est aujourd'hui du domaine public parce qu'elle a été donnée comme preuve à la Cour suprême du Canada[réf. nécessaire].